# 서인석 (1926년)
서인석(徐仁錫, 1926년 1월 1일 황해도 봉산 ~ 2017년 11월 14일)은 대한민국의 정치인이다. 제6·9대 국회의원을 지냈다.
본관은 대구이다. 미국에서 언론인으로 활동하다가 민주공화당 창당에 참여하면서 정계에 입문하였다.

## 학력
- 관립경성공업학교 졸업(1944년)
- 미국 남가주대학교(USC) 정치학과 학사(1957년)

## 약력
- UP통신 특파원
- 뉴욕타임스 특파원
- 민주공화당 창당위원, 당무위원, 선전부장, 대변인
- 국회국토통일특별위원회 위원장
- 유엔 총회 대한민국 대표
- 국제의원연맹 총회 대표단장
- 대한공론사 이사장
- 코리아헤럴드 사장 겸 발행인
- 1963년 ~ 1967년 : 제6대 국회의원 (민주공화당)
- 1973년 ~ 1979년 : 제9대 국회의원 (유신정우회)

## 역대 선거 결과
|  | 33.5% |

|  | 0% |

## 저서

### 저술
- 『국토통일백서』

### 회고록
- 『위기』